# Rutali
 Rutali  là một xã ở tỉnh Haute-Corse trên đảo Corse, Pháp. Xã này có diện tích 17,11 km², dân số năm 1999 là 247 người. Khu vực này có độ cao trung bình 525 mét trên mực nước biển.